# Georges II d'Amboise
Cet article concerne le second cardinal d'Amboise, qui vécut de 1513 à 1550. Pour son oncle du même nom, qui fut aussi cardinal, voir Georges d'Amboise.
Pour les articles homonymes, voir Georges II.
Georges II d'Amboise (1488-1550) est un archevêque et cardinal français.

## Biographie
Né en 1488, il est le fils de Jean IV d'Amboise, (seigneur de Bussy, gouverneur de Normandie), et de Catherine de Saint-Belin. Il est le neveu du cardinal Georges d'Amboise.

### Succession à l'archevêché de Rouen

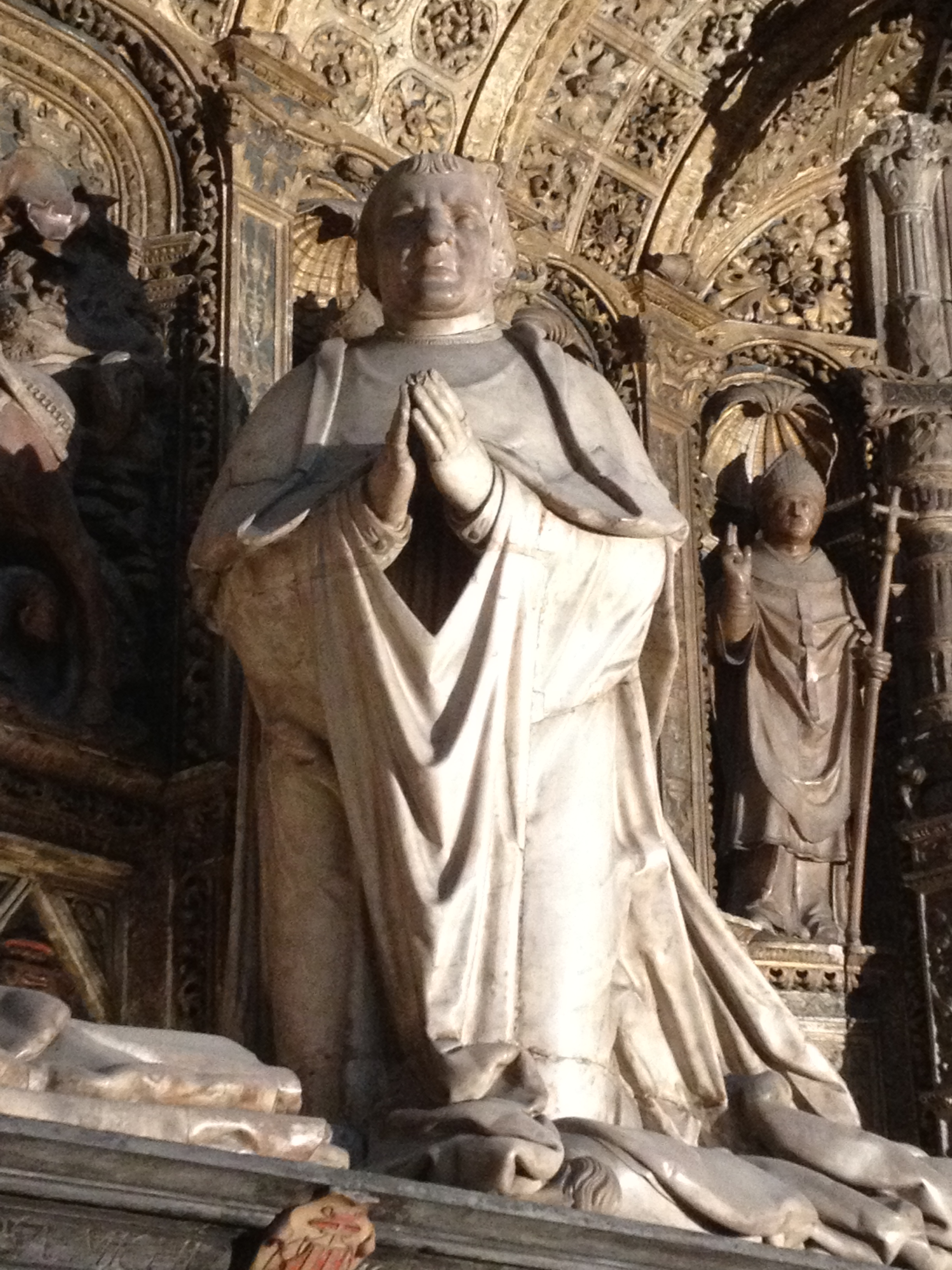
Orant de Georges II d'Amboise, mausolée des cardinaux d'Amboise dans la chapelle de la Vierge de la cathédrale de Rouen.

En 1509, il est nommé archidiacre de la cathédrale de Rouen. Il devient plus tard trésorier.
Georges II d'Amboise est élu archevêque de Rouen le 8 août 1511. Le 4 décembre 1513, il est ordonné prêtre avec une dispense du pape, et courant du mois, il est consacré et succède à son oncle à l'archevêché de Rouen. Il reçoit son pallium le 9 mars 1514.
Il était seigneur de Bussy, de Saxefontaine, de Vigny, etc.
Très riche, il donnait de somptueuses réceptions dans son château de Gaillon où il recevait le roi, la reine, le dauphin, et les personnages les plus importants du royaume et de l'étranger.
En 1521, il refusa de payer au roi la somme de 27 000 écus d'impôts que celui-ci lui réclamait et, à la suite de ce refus, François Ier le fit emprisonner. Il ne le libéra que quelques mois plus tard, après l'intervention du pape. Georges II d'Amboise dut cependant s'exécuter le 18 juin 1523 pour éviter la saisie de tous les biens de l'église dans son diocèse. En 1542, le roi lui réclama, à nouveau, 100 000 écus d'impôts.

### Cardinalat

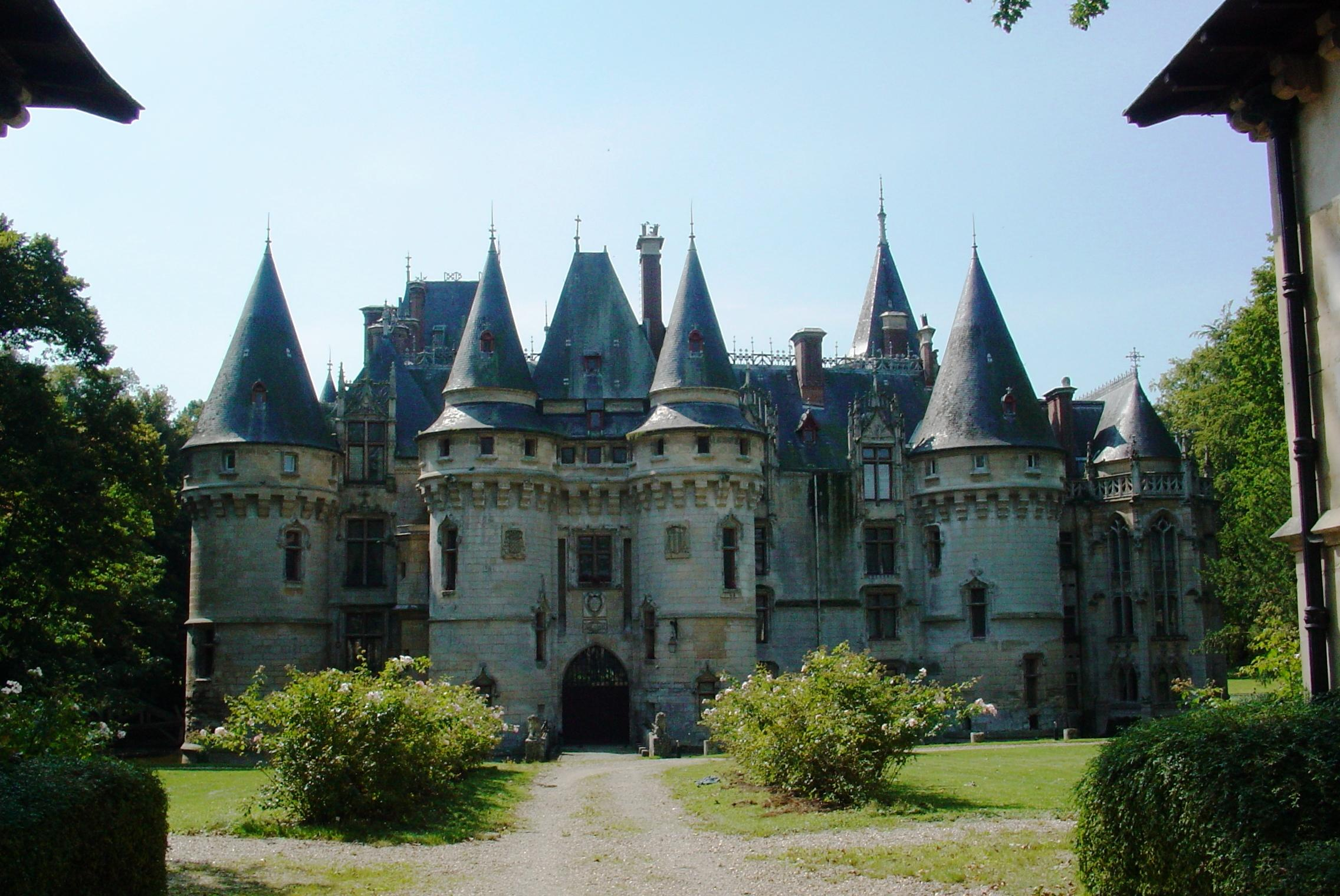
Château de Vigny.

Il est créé cardinal le 16 décembre 1545 par Paul III, le chapeau rouge lui envoyé à cause d'une maladie. Il reçoit le titre cardinalice de Santa Susanna le 7 septembre 1546. Il participe au conclave de 1549/1550 qui élit pape Jules III. Il opte le 28 février 1550 pour le titre des Saints Marcellino e Pietro.
Il meurt le 25 août 1550, peu de temps après son retour de Rome, au château de Vigny près de Paris. Juste avant de mourir, il vendit son magnifique château de Vigny à son ami le connétable, Anne de Montmorency. Dans son testament rédigé quelques jours avant sa mort, il déclare vouloir « Pour que nostre portreture de priant qui est de présent près de celle du feu seigneur légat n'est que en habit d'archevêque. Nous voulons qu'au lieu d'icelle en soyt mise une aultre de marbre ou d'albastre portant habit de cardinal. ».
Il est enterré dans le tombeau de son oncle, dans la chapelle de la Vierge de la cathédrale de Rouen.

## Héraldique
Ses armes étaient : palé d'or et de gueules, avec un dauphin d'azur sur le premier pal.